# نقشه هواشناسی

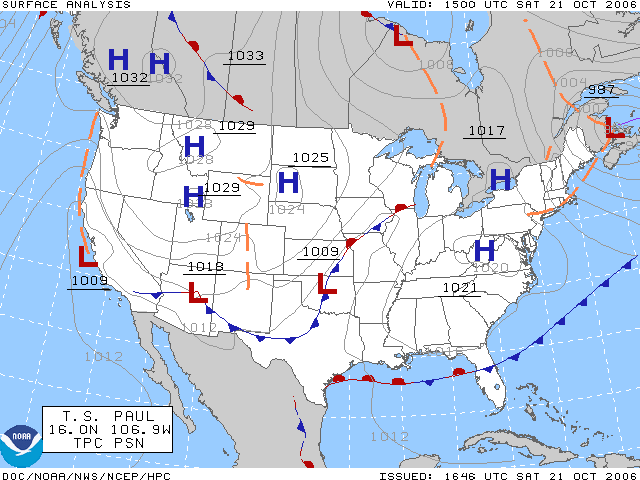
نقشه هوای سطحی ایالات متحده آمریکا در ۲۱ اکتبر ۲۰۰۶

نقشه هواشناسی پدیده‌های گوناگون هواشناسی در یک منطقه معین و در یک زمان خاص را با نشانه‌های ویژه‌ای که دارای معنی مشخص هستند، نمایش می‌دهد. برخی از این نقشه‌ها از میانه قرن نوزدهم میلادی مورد استفاده قرار می‌گرفته و در اهداف پژوهشی و پیش‌بینی وضع هوا کاربرد دارند. در این نقشه‌ها از خطوط هم‌دما برای نمایش تغییرات دما استفاده می‌شود که در نمایش موقعیت جبهه‌های هوا به پژوهشگران کمک می‌کند. نقشه‌های هم‌سرعت باد با تحلیل خطوطی که بر روی آن سرعت باد یکسان است، در فشار پیوسته ۳۰۰ یا ۲۵۰ میلی‌بار موقعیت جریان جتی را نشان می‌دهد. استفاده از نقشه‌های فشار سطحی ۷۰۰ و ۵۰۰ هکتو پاسکال می‌تواند شاخص جابه‌جایی و حرکت توفند باشد.